# Weltkongress für freies Christentum

Buch zum 5. Weltkongress 1910 in Berlin

Der Weltkongress für Freies Christentum und Religiösen Fortschritt wurde als Council of Unitarian and other Liberal Thinkers and Workers am 25. Mai 1900 in Boston aus Anlass der 75. Jahresfeier der Gründung der American Unitarian Association gegründet. Die ersten Tagungen waren 1900 in Boston, 1901 in London, 1903 in Amsterdam, 1905 in Genf, 1907 in Boston, 1910 in Berlin und 1913 in Paris.

## Die Weltkongresse vor dem Ersten Weltkrieg
In den ersten Jahren seit seiner Gründung stieg das allgemeine Interesse an den religiösen Weltkongressen in zunehmendem Maße, so dass von Kongress zu Kongress mehr und mehr liberale Theologen der verschiedensten protestantischen Richtungen, aber auch katholische und jüdische Theologen und buddhistische Mönche und außerdem auch freigläubige und freidenkerische Wissenschaftler und Personen des öffentlichen Lebens teilnahmen.

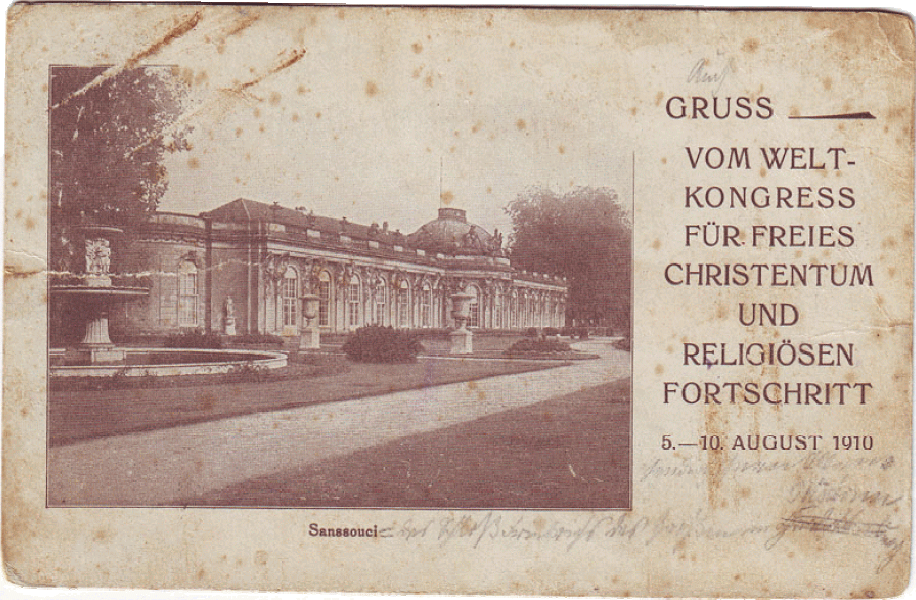
Grußkarte zum 5. Weltkongress 1910

Die Vorbereitung des Kongresses in Berlin 1910 erforderte bereits einen enormen organisatorischen Aufwand. Das Vorbereitungskomitee bestand aus 14 Personen, bestehend aus zwei Reichstagsabgeordneten (K. Schrader und Friedrich Naumann), drei Professoren (D. Baumgarten, D. Rade, Geffcken), einem geh. Regierungsrat (Erler), sechs Pfarrern (Fobbe, Max Fischer, Alfred Fischer, Michael Schiele, Schneemelcher, Traub), einem Amtsgerichtsrat (Rehse) und einem freien Theologen (Paul Rohrbach). Die Einladung zum Kongress haben unterschrieben: 82 nichttheologische Hochschullehrer (unter ihnen Berühmtheiten wie Adickes, Aschoff, Eucken, Lipps, Natorp, Schrempf, Schücking, Spitta, Spranger, Tönnies), 102 theologische Hochschullehrer, 42 Lehrer, 135 Geistliche, 47 Ärzte, Offiziere, Rechtsanwälte oder Richter, 45 Künstler, Dichter, Schriftsteller und Vertreter der Presse, 109 Vertreter des Handels und der Industrie, 67 Abgeordnete, Mitglieder von städtischen usw. Körperschaften und 27 Frauen. Die Teilnehmerliste wies 2086 Eintragungen aus.
Die bekanntesten Vortragenden waren:
Adolf Harnack (Berlin), Francis G. Peabody (Harvard), G. Bonet-Maury (Paris), H. Y. Groenewagen (Leiden), Georg Wobbermin (Breslau), Friedrich Niebergall (Heidelberg), Otto Baumgarten (Kiel), Ernst Troeltsch (Heidelberg), Benjamin W. Bacon (Yale, New Haven), Hans von Soden (Berlin), H. v. Merczyng (St. Petersburg), Emil G. Hirsch (Chicago), Martin Rade (Marburg), Hermann Cohen (Marburg), Rudolf Eucken (Jena).
Von besonderer Bedeutung war der Berliner Kongress von 1910 für die unitarische Bewegung in Deutschland, vor allem dadurch, dass Rudolf Walbaum, der Pfarrer der linksrheinischen freiprotestantischen Gemeinden, Teilnehmer und Vortragender in Berlin war, vor allem zu den nordamerikanischen Unitariern intensiven Kontakt aufnahm und dass sich die Freiprotestanten in Deutschland von da an Deutsche Unitarier nannten, obschon sie zuvor keine historische Beziehung zum Unitarismus oder Antitrinitarismus hatten.